# Rainbow
Rainbow ([ˈreɪnbəʊ], с англ. — «Радуга»), первоначально Ritchie Blackmore's Rainbow — британско-американская рок-группа, образованная в 1975 году гитаристом Ричи Блэкмором и музыкантами группы Elf во главе с вокалистом Ронни Джеймсом Дио. Творчество группы, согласно Allmusic, явилось важнейшей вехой в развитии хард-рока и хэви-метала.  В 2020 году британский журнал Classic Rock включил группу в список «50 величайших рок-групп всех времён».
В дальнейшем Ричи Блэкмор, как лидер группы, многократно менял её участников. До 1983 года было выпущено восемь пластинок, каждая — с разным составом. При том, что стиль Rainbow также эволюционировал, многие продолжали воспринимать её как то ли альтернативу, то ли замену Deep Purple, особенно после того, как последние в 1976 году распались, и к Rainbow два года спустя присоединился бас-гитарист Роджер Гловер. В апреле 1984 года Rainbow прекратили существование вследствие ухода Блэкмора и Гловера в возрождённый Deep Purple.
В конце 1993 года Блэкмор, покинув Deep Purple, возродил Rainbow с новыми музыкантами, но, выпустив один альбом и не сумев повторить прежних успехов, в конце 1997 года группа приостановила (как тогда сообщалось) свою деятельность вплоть до 2015 года.

## История

### Формирование и запись первого альбома (1974—1975)
В 1974 году Ричи Блэкмор постепенно разочаровался в Deep Purple. Причиной тому была сложившаяся обстановка в группе; наметившийся в её творчестве крен к фанку и соул обусловил нараставший разлад между Блэкмором с одной стороны и Ковердэйлом и Хьюзом — с другой. Отказ остальных участников группы записать песню Стива Хэммонда «Black Sheep of the Family» для альбома Stormbringer, объяснявшийся нежеланием играть чужой материал, побудил Блэкмора записать её в качестве сольной работы при помощи сессионных музыкантов. В качестве вокалиста он решил позвать Ронни Дио, который на тот момент выступал в созданной им группе Elf. Музыканты Deep Purple и Elf познакомились и подружились ещё в 1972 году. В апреле 1972 года на Purple Records вышел их первый альбом, спродюсировали который Роджер Гловер и Иэн Пейс. Во время концертных туров Deep Purple по США в августе-сентябре и ноябре-декабре того же года Elf выступали у них на разогреве. В 1974 году, уже покинув Deep Purple, Роджер Гловер спродюсировал два их последующих альбома — «Carolina County Ball» и «Tryin' to Burn the Sun», а также пригласил двух участников группы Elf, Ронни Дио и Мики Ли Соула, в свой проект The Butterfly Ball. На вторую сторону сорокапятки Блэкмор планировал поместить собственную композицию, но так как тексты он сам не писал, то, связавшись с Дио по телефону, попросил того написать текст уже к следующему дню. Дио справился с заданием, и композиция получила название «Sixteenth Century Greensleeves». 12 декабря 1974 года, в свободный от концертов день, в студии «Tampa Bay» во Флориде собрались приглашённые Блэкмором музыканты группы Elf, певец Ронни Дио, клавишник Мики Ли Соул, басист Крэйг Грабер и барабанщик Гэри Дрискол, а также виолончелист Electric Light Orchestra Хью Макдауэлл. Как и предполагалось, были записаны две песни: «Black Sheep of the Family» и «Sixteenth Century Greensleeves».
Сингл так и не был выпущен, но Блэкмору понравилось работать с этими музыкантами. Более всего Блэкмор был доволен голосом Дио: «Когда я впервые услышал, как поёт Ронни, у меня мурашки по спине забегали. Мне не требовалось ничего ему объяснять. Он пел так, как было нужно». После этого Блэкмор предложил Ронни Дио место вокалиста в своей будущей группе. Также он предложил Ронни указывать его среднее имя — Джеймс, так как словосочетание Ронни Джеймс Дио казалось ему более подходящим. С 20 февраля по 14 марта 1975 года в мюнхенской студии «Musicland» в свободное от участия в Deep Purple время Блэкмор с новой группой и продюсером Мартином Бёрчем осуществил запись дебютного альбома. Вокалист Дио выступил здесь также и в качестве автора текстов и мелодий. В записи альбома приняла участие и бэк-вокалистка Шошанна. Оформление обложки было поручено художнику из киностудии Уолта Диснэя Дэвиду Виллардсону, который нарисовал замок-гитару, который стал в дальнейшем использоваться при оформлении задника сцены на концертах. Записав этот альбом, Блэкмор пришёл к окончательному решению покинуть Deep Purple: 

Имя Deep Purple в какой-то момент начало значить очень много, мы зарабатывали сумасшедшие деньги. Если б я остался, то, наверное, стал бы миллионером. Да, приятно видеть, как к тебе несут набитые деньгами мешки, но когда ты занимаешься заколачиванием денег 6 лет подряд, с тебя довольно! Нужно быть честным и сказать себе: ты должен сделать что-либо другое. Вполне вероятно, оно не будет таким же коммерчески успешным, но это неважно. Я хочу быть самим собой. Денег я уже заработал достаточно — теперь поиграю в своё удовольствие. Получится у меня это или нет — не имеет значения. 

Об уходе Блэкмора было официально объявлено 21 июня 1975 года. Тогда же было официально объявлено, что музыканты, записавшие с ним альбом, входят в состав его группы, которая называется Rainbow. Название «Rainbow» предложил Ричи Блэкмор, когда они вместе с Дио сидели в баре Rainbow Bar and Grill на улице Сансет-стрип в Лос-Анджелесе. Альбом новой группы вышел в августе 1975 года под названием Ritchie Blackmore’s Rainbow. Он занял 11-е место в Британии и 30-е — в США.
Однако состав, записавший этот альбом, так и не дал ни одного концерта: ещё до того, как вышла пластинка, Блэкмор уволил басиста Крэйга Грабера, а вместо него пригласил шотландского бас-гитариста Джимми Бэйна. Его порекомендовал барабанщик Мики Мунро, который когда-то был участником недолговечного проекта Блэкмора Mandrake Root, а на тот момент играл с Бэйном в группе Harlot. Летом 1975 года Блэкмор пошёл на концерт Harlot в лондонский клуб Marquee и, несмотря на плохое выступление группы, после него предложил басисту стать участником Rainbow. Прослушивание было символическим: Блэкмор сыграл два гитарных фрагмента — второй более быстрый, чем первый, — Бэйн повторил их на басу и тут же был принят. В скором времени был уволен Дрискол, а за ним и Соул. Мики Ли Соул вспоминал: «Мы переехали в Малибу, где жил Ричи, и начали репетировать. Но он сразу же захотел поменять бас-гитариста. Причина этого решения лежала не в музыкальной плоскости, это была прихоть Ричи, что-то личное. Итак, басист был заменён Джимми Бэйном. Мы ещё немного порепетировали, потом Ричи захотел сменить барабанщика. Дрискол был моим лучшим другом, мы много пережили вместе, к тому же он был классным ударником. Его стиль был в большей мере ориентирован на американский ритм-энд-блюз, а Ричи такая манера не нравилась. Так что я был очень разочарован его решением, и это было одной из причин, побудивших меня уйти из группы». Ричи Блэкмор утверждал, что для Дрискола было обычным делом «то терять темп, то находить его вновь». По словам Дио, его бывшие коллеги по Elf были уволены потому, что, будучи хорошими музыкантами, на сцене выглядели не лучшим образом. Блэкмор и Дио решили, что они — не те, кто нужен им для дальнейшего развития и для записи очередного альбома. На место клавишника Джимми Бэйн порекомендовал Блэкмору Тони Кэйри. Найти барабанщика было сложнее. Блэкмор хотел найти не просто технически грамотного музыканта, но настоящего мастера. Из тринадцати прослушанных кандидатов ни один гитариста не устроил. Уже почти отчаявшись найти достойную кандидатуру, Ричи Блэкмор вспомнил про Кози Пауэлла, которого видел в 1972 году на его последнем концерте в составе Jeff Beck Group, и велел менеджеру Брюсу Пэйну связаться с ним, чтобы пригласить на прослушивание. Так, в сентябре 1975 года Кози Пауэлл вылетел в Лос-Анджелес, где проходили репетиции: «Там была толпа народу: члены группы и бог весть кто, наверное, половина Голливуда. Мне пришлось играть на ударной установке, которую я никогда до этого не видел. На меня пялилась сотня людей, словно я был золотым мальчиком, которого выписали из Англии, заплатив кучу денег. Ричи сразу же меня спросил, могу ли я сыграть шаффл. И я начал играть. Через 20 минут мне сказали, что я принят на работу».

В окончательно сформированном составе группа отправилось в своё первое крупномасштабное турне. По замыслу Ричи Блэкмора концерты Rainbow должна была украшать огромная 40-футовая электрическая радуга, которая простиралась от одного конца сцены до другой, подобная той, что была у Deep Purple на выступлении на фестивале California Jam в 1974 году. Но в отличие от той радуги, деревянной с нарисованными полосами, новая была изготовлена из металлических конструкций и могла менять цвета. Она состояла из более чем 3000 отдельных лампочек и управлялась с помощью примитивных компьютерных технологий.

Второй состав (Бэйн, Пауэл, Дио, Блэкмор, Кэйри)

Первый концерт должен был состояться 5 ноября 1975 года в филадельфийском зале «Syria Mosque», но его пришлось перенести: выяснилось, что электрическая радуга не готова. Турне началось 10 ноября в Монреале, в зале «Forum Concert Bowl». Шоу открывалось песней «Temple of the King». Далее шли «Do You Close Your Eyes», «Self-Portrait», «Sixteenth Century Greensleeves», «Catch the Rainbow», «Man on the Silver Mountain», «Stargazer» и «Light in the Black». Завершала концерт «Still I’m Sad» (с текстом, в отличие от альбомной версии). К концу американского тура «Temple of the King» и «Light in the Black» были исключены из репертуара, их заменила «Mistreated». Турне, состоявшее из 20-ти концертов, завершилось в американском городе Тампа, после чего музыканты разъехались на рождественские каникулы.

### Rising
В феврале 1976 года музыканты с продюсером Мартином Бёрчем собрались в мюнхенской студии Musicland. На запись следующего, второго по счёту студийного альбома Rising понадобилось всего 10 дней. Музыканты играли столь чётко и слаженно, что большинство композиций было записано за 2-3 дубля, «Light in the Black» удалась с первой попытки, а в работе над «Stargazer» принял участие Мюнхенский симфонический оркестр. Рисунок, использованный для оформления обложки альбома, был выполнен художником Кеном Келли. Альбом поступил в продажу в мае того же года, в чартах Великобритании поднялся до 11-й позиции, в США — до 48-й и в течение следующих нескольких лет приобрёл статус классического в хард-роке. В 1981 году Rising возглавил читательский список величайших хэви-метал-альбомов всех времен, составленный журналом Kerrang!.
Запланированные выступления на Восточном побережье и Среднем Западе США не состоялись, и первым концертом тура стало шоу 6 июня 1976 года. Начиная с этого тура, все концерты группы открывались словами Джуди Гарленд из фильма «Волшебник страны Оз»: «Тотошка, мне кажется, мы больше не в Канзасе! Мы, должно быть, над радугой!» (англ. «Toto, I’ve a feeling we’re not in Kansas anymore. We must be over the rainbow!»). Затем шла новая песня группы «Kill the King», далее — «Sixteenth Century Greensleeves», «Catch the Rainbow», «Man on the Silver Mountain», «Stargazer», «Still I’m Sad». Неотъемлемой частью концертов было соло Кози Пауэлла на ударных, исполнявшееся в сопровождении записанной на плёнку «Увертюры 1812 год» Петра Ильича Чайковского в исполнении симфонического оркестра Миннеаполиса.
Концерты шли с успехом, поэтому было принято решение записать ряд концертов на плёнку и выпустить сборник лучших фрагментов живых выступлений группы. Мартин Бёрч записал осенние концерты в Германии. В начале декабря Rainbow прилетели в Японию, где их встретили очень тепло. Все девять концертов прошли с аншлагом, поэтому Бёрч также записал и японские концерты. Над сведением альбома он работал с марта по май следующего года. Композиции, вошедшие в него, подверглись основательному монтажу, при котором шла склейка версий из разных выступлений.
По завершении турне Rainbow должны были уйти на рождественские каникулы и собраться после них для записи нового альбома. Но Ричи Блэкмор опять задумал обновить состав группы, сменив басиста и клавишника. Бейн был шокирован, когда отправился в офис группы, чтобы получить подробную информацию о сессиях записи для следующего альбома, только для того чтобы ему сообщили, что его услуги больше не нужны. «Я слышал, что они говорили о том, чтобы избавиться от меня во время австралийского тура», — вспоминал басист. «Может быть, они думали, что я слишком много пью. Это никогда не влияло на мою игру. Я знаю, что в Японии мы вели себя дико и безумно, но мы рвали наши задницы в течение года, и имели право расслабиться». Процедуру уведомления музыкантов об увольнении Блэкмор поручал менеджеру, поскольку считал, что подобную неприятную работу должен выполнять именно он.
Вместо Бэйна Блэкмор пригласил уволенного ранее Крэйга Грабера. Грабер около месяца репетировал с Rainbow, но в группе не закрепился, поскольку Блэкмор решил, что лучшей кандидатурой будет Марк Кларк. Ричи позвонил ему как раз в тот момент, когда тот уходил из группы Natural Gas, и сразу же задал вопрос: «Хочешь присоединиться к Rainbow?» Кларк был ошарашен, но через минуту сказал: «Да». Поскольку к этому времени Блэкмору так и не удалось найти замену Кэйри, увольнение было отложено на неопределённый срок. Но отношение Блэкмора к нему становилось всё более и более прохладным.
Репетиции проходили в Лос-Анджелесе. Оттуда группа Rainbow прилетела в студию «Шато д’Эрувиль», где был записан предыдущий альбом. Туда же через некоторое время прилетел и Мартин Бёрч, закончивший работу над сведением концертного альбома. Но в этот раз запись шла очень вяло, и интереса к ней никто не испытывал. Ричи Блэкмор:
«По прошествии шести недель мы обнаружили, что практически ничего не сделали. По сути дела, мы по-настоящему бездельничали, и, если получалось найти хороший повод уклониться от записи, мы его использовали. Думаю, тот факт, что мы играли в футбол в течение десяти дней подряд, не способствовал работе».
Ещё одним развлечением для музыкантов были упоминавшиеся ранее блэкморовские «шуточки». Объектом их мог стать любой, но «мальчиком для битья» оказался Тони Кэйри. Причиной тому было всё более критическое отношение к нему Блэкмора. По словам Кози Пауэла, Кэйри был очень хорошим музыкантом, но слишком высокомерным и напыщенным, к тому же не играл в футбол, что ещё больше отдаляло его от остальных. Записываться Кэйри стал тоже отдельно ото всех. Музыканты просыпались обычно около 3-х часов пополудни и работали в студии до раннего утра. Кэйри в это время уже спал. Один раз он зашёл в студию со стаканом виски в руке и синтезатором под мышкой. Вдруг он поскользнулся, и содержимое стакана вылилось на панель управления, выведя её из строя. Блэкмор разозлился, и Кэйри был уволен. Кроме того, испортились отношения Блэкмора с Кларком, которому, как вспоминал Кози Пауэлл, не удавалось сосредоточиться на игре. Едва загоралась красная лампочка и начиналась запись, как он кричал: «Стоп, стоп, стоп! Я не могу попасть в такт». Блэкмору это вскоре надоело, и он выставил Кларка. Ссора между ними длилась десять лет, но в итоге Кларк и Блэкмор помирились. Блэкмору приходилось самому брать в руки бас-гитару. К тому времени группа находилась в студии уже более двух месяцев.
К июлю 1977 года основная часть работы была закончена. Тогда же вышел двойной концертный альбом On Stage. А вскоре Блэкмор подыскал нового бас-гитариста. Им стал австралийский музыкант Боб Дэйсли, игравший в группе Widowmaker, которая выступала в клубе Whisky a Go Go. После часового совместного джема Дэйсли услышал: «Ты принят». Найти клавишника помог случай: однажды Блэкмор услышал по радио соло на клавишных, которое ему очень понравилось. Выяснилось, что исполнял его канадский клавишник Дэвид Стоун, который играл в группе Symphonic Slam. Таким образом новый состав был полностью укомплектован и, начав в июле репетиции, отправился в сентябре на гастроли, отложив работу над альбомом на конец года.
Начавшееся турне было омрачено неприятностями. Первый концерт, который должен был пройти 23 сентября в Хельсинки, был отменён из-за задержки аппаратуры на таможне. 28 сентября концерт в Норвегии начался с полуторачасовой задержкой, поскольку «радугу» не успели привезти из Осло, где группа выступала накануне. Но самые большие проблемы ожидали группу в Вене 18 октября 1977 года. Менеджер зала включил освещение в зале прямо во время концерта. Он стоял напротив Ричи и пытался схватить его за ногу. Ричи лягнул его в челюсть так, что сломал её.
Несмотря на это, Rainbow завершила свой сет в зале Винер Штадтхалле. Но, прежде чем группа и команда техников смогли выбраться из грузовика, была вызвана полиция с собаками-ищейками. По словам Боба Дейсли, именно этот полицейский актив сорвал попытки Блэкмора спрятаться в одном из барабанных кейсов и выбраться контрабандой из последующего хаоса. Вынюхав гитариста, на него надели наручники и посадили в тюрьму «на пару дней». По воспоминаниям Дио, Ричи очень близко к сердцу принял своё пребывание в тюрьме и был сильно подавлен. Выпустили его только после уплаты штрафа в размере 5,000 долларов.
На 20-е октября было запланировано шоу в Мюнхене; оно должно было быть снято немецкой телекомпанией Westdeutscher Rundfunk для спецвыпуска на своем шоу Rockpalast. Терпение зрителей было вознаграждено одним из самых убедительных гитарных выступлений в истории рок-н-ролла. Прибыв на шоу в той же одежде, в которой он был арестован, три дня кипящего гнева в немецкой полицейской камере, казалось, высвободили что-то выше обычных высоких стандартов Блэкмора для той эпохи.  Запись того концерта на DVD в итоге увидела свет только в 2006 году под названием Rainbow Live in Munich 1977.
Отыграв в ходе тура около сорока концертов, музыканты исполняли в основном те же песни, что и во время предыдущего, только «Stargazer» был заменён композицией «Long Live Rock’n’Roll». Завершающий концерт состоялся 22 ноября в Кардиффе.
Журнал Classic Rock писал о том периоде: «Гитара в руках Блэкмора была не просто музыкальным инструментом, а оружием, с помощью которого он преподносил так называемый „средневековый“ металл, хард, блюз, фанк и даже готику во всей своей красе».

### Long Live Rock’n’Roll
После недолгого перерыва группа вновь отправилась в замок «Herouville», где продолжила работу над материалом нового альбома. Здесь была записана «Gates of Babylon», которую Блэкмор считает одной из лучших своих песен. Также была по-новому записана баллада «Rainbow Eyes», в чём группе помог баварский струнный ансамбль.
В январе Rainbow вылетели на гастроли — сперва в Японию, затем в феврале в США. После этого музыканты взяли паузу.
Песня «Long Live Rock’n’Roll» была выпущена синглом в марте 1978 года, а альбом Long Live Rock’n’Roll вышел в апреле. В Британии альбом подскочил до 7-го места, но в США не поднялся выше 89-й позиции, что для Rainbow было равносильно провалу.
1978 год оказался для Rainbow особенно тяжёлым. Звукозаписывающая компания Polydor, угрожая отказом продлить подходивший к концу контракт, стала требовать от группы записывать более коммерческую музыку и выпускать больше студийных альбомов, считая общемировые тиражи недостаточными. От электрической радуги пришлось отказаться. Также, по настоянию Polydor, Rainbow начали выступать на разогреве у других групп: сначала Foghat, позднее — REO Speedwagon. Делалось это для того, чтобы выжать максимум денег из концертов. В новый сет вошли «Man on the Silver Mountain», «Sixteenth Century Greensleeves», «Long Live Rock 'n' Roll», «L.A. Connection», «Mistreated». Брюсу Пэйну удалось убедить лейбл продлить контракт, но пришлось и дать твёрдые гарантии, что группа будет играть именно коммерческую музыку.
К осени 1978 года группа дала около 60 концертов только в США, и музыканты чувствовали усталость. Уволив Дэйсли, Блэкмор стал прослушивать нового бас-гитариста Клайва Чемэна, бывшего коллегу Кози Пауэлла по Jeff Beck Group, однако тот его не устроил.
Отношения Дио с Блэкмором были на тот момент далеко не самыми лучшими.  По словам Дэвида Стоуна, гитарист стал сильнее контролировать о чём и как Дио следует петь. Блэкмор решил, что им нужно писать песни о любви и отношениях, а Дио просто не хотел этого. Он предпочитал писать песни на темы приключений и фэнтези. «Я сказал нет, я не собирался писать песни о любви», — сказал Дио в одном интервью. Тогда Блэкмор принял решение уволить и Дио. Менеджер группы Брюс Пэйн позвонил последнему и сообщил, что в его услугах больше не нуждаются.
Блэкмор неохотно комментировал своё решение и на вопросы журналистов отвечал уклончиво. Отвечая на вопрос о причинах увольнения певца, которым ещё год назад Блэкмор был вполне доволен, последний говорил, что Дио «всегда поёт одинаково». Кроме того, лидер группы выражал недовольство женой Дио — Вэнди, которая имела на того «слишком большое влияние»…
Блэкмор вспоминал эпизод, когда Ронни и Вэнди высказали ему претензии, из-за того, что журнал Circus на обложке своего очередного номера поместил фото одного гитариста без остальных участников группы: «Мы не на обложке с тобой!». По словам Блэкмора из-за этого разговора он потерял уважение к Ронни как к человеку.
Об уходе Дио официально объявили в январе 1979 года.

### Коммерческий успех (1978—1984)

#### Грэм Боннэт
В ноябре 1978 года в группе появился новый басист — шотландский музыкант Джэк Грин, игравший ранее в T. Rex и Pretty Things. Кроме того, Блэкмор привлёк к сотрудничеству своего бывшего коллегу по Deep Purple, Роджера Гловера. Предполагалось, что Роджер станет продюсером следующего альбома Rainbow, но вскоре Гловер стал сочинять песни и записывать партии баса для нового альбома, параллельно помогая Ричи прослушивать вокалистов для Rainbow.
Так как Гловер принял приглашение Блэкмора, пребывание Грина в Rainbow ограничилось тремя неделями. Тем не менее, Грин и Блэкмор сохранили дружеские отношения, а последний даже сыграл на сольном альбоме Грина Humanesque в песне «I Call, No Answer». Ещё раньше группу покинул Дэвид Стоун, и на его место по рекомендации Кози Пауэлла был приглашён Дон Эйри. Кози Пауэлл позвонил ему и попросил приехать в Нью-Йорк на прослушивание. Так Эйри оказался дома у Блэкмора. В комнате был клавинет. «Ричи вошел и спросил: „Ноты понимаешь?“» И он поставил передо мной кусок из Баха. Я сделал вид, что не знаю, но на самом деле я знал. Я сыграл, и он был впечатлён».
После этого Эйри пригласили в студию, где шла работа над музыкой для следующего альбома. Накануне Рождества ему было предложено место в Rainbow.
В то же время проходили прослушивания кандидатов на роль вокалиста. Ни одна кандидатура Блэкмора не устраивала. И тогда Блэкмор решил предложить место вокалиста Иэну Гиллану, поскольку успех группы Gillan не ускользнул от внимания Ричи. Гитарист появился на шоу в старом лондонском клубе Marquee, а затем пригласил Иэна присоединиться к Rainbow. «Мы выпили немного, и это было вполне дружелюбно», — вспоминает певец. Ричи сказал: «Ты должен быть в моей группе». Гиллан ответил: «Нет, спасибо; сейчас я очень счастлив. Почему бы тебе не присоединиться к моей группе? Он просто не понял».
Блэкмору ничего не оставалось, кроме как положиться на случай. Работа над альбомом продолжалась без вокалиста. Роджер Гловер выступил здесь не только как бас-гитарист и продюсер, но и как автор текстов и мелодий. Когда музыканты не джемовали или не писали музыку, они сидели вместе и вспоминали имена групп и певцов — любого, кто мог стать вокалистом Rainbow. У Кози Пауэлла было несколько старых кассет, и он включил музыку группы конца 60-х под названием The Marbles. Блэкмор выглядел заинтересованным. Он спросил: «Что случилось с этим парнем?».
Грэм Боннэт в то время занимался записью сольного альбома и ничего не знал про Rainbow. Случайно, примерно в то же время, он отклонил предложение присоединиться к Sweet в качестве замены Брайану Коннолли, полагая, что он плохо подходит для этой работы. Ему оплатили перелёт до Франции, и в той же студии «Chateau Pelly De Cornfeld», где на тот момент шла запись альбома, устроили прослушивание. Ричи Блэкмор попросил Боннэта спеть «Mistreated», остался доволен исполнением и предложил ему место вокалиста. В апреле, когда все юридические тонкости были улажены, Грэм Боннэт стал полноправным участником Rainbow. Роджер Гловер вспоминал:
К тому времени, когда мы нашли Грэма, мы почти закончили альбом, я играл на басу и написал все песни с Ричи. Он сказал: «Почему ты до сих пор не в группе?» Я сказал: «Меня никто не приглашал». В конце концов, он сказал: «Хочешь присоединиться к Rainbow?» и я это сделал.
— Роджер Гловер, Guitar International Magazine 
Новому певцу было предложено наложить партию вокала на уже записанный материал. В случае с песней «All Night Long» Блэкмор сыграл последовательность аккордов и попросил спеть в той же манере, как в песне Rolling Stones «Out of Time». Также было и с «Lost In Hollywood», где Блэкмор просил спеть a-la Литл Ричард.
В апреле 1979 года Rainbow в обновлённом составе перебралась на Лонг-Айленд в студию Kingdom Sound. Там Роджер Гловер взял на себя ответственность написать несколько текстов песен.
Все песни, над которыми велась работа, кроме «Since You Been Gone», имели рабочие названия. «Bad Girl» называлась «Stone», «Eyes Of The World» — «Mars», «No Time To Lose» — «Sparks Don’t Need A Fire» и в тексте отличалась от конечного варианта. Боннэт также принимал участие в работе над текстами, написанным Гловером, но ни в одной композиции не был отмечен как соавтор. Этот факт дал впоследствии повод говорить, что Боннэт просто не способен сочинять тексты и мелодии. Кози Пауэлл, с этим не соглашаясь, утверждал, что Боннет написал бо́льшую часть «All Night Long». «Я не хотел облажаться», — вспоминал Боннет. «Роджер давал мне основную идею, и я двигал её дальше. Но мы постоянно останавливались и спрашивали: «Что здесь происходит? Многие песни были сочинены в студии. Когда я закончил, я подумал: «Ну, надеюсь, этого достаточно...».
К концу июля новый альбом Rainbow, получивший название Down To Earth (название альбома словно бы указывало на то, что группа обратилась к более «земным» вещам: «рок-н-роллу, сексу и пьянкам»), поступил в продажу. Ушедший из группы Дио отдал должное пению Боннэта, однако выразил негативное отношение к новому музыкальному направлению Rainbow:
«Мы с Ричи хотели, чтобы группа играла рок-н-ролл с классическим влиянием. Это то, чем мы всегда хотели быть. Но теперь это уже не та группа, в которой я был. Это не та группа, которую я основал с Ричи. Так что после этого альбома я потерял весь интерес к ней».
— Ронни Джеймс Дио
Down To Earth  занял 6-ю позицию в Великобритании и 66-ю — в США. Синглом была выпущена «Since You Been Gone», композиция Раса Бэлларда. На вторую сторону сорокапятки поместили «Bad Girl», в альбом не вошедшую. Сингл достиг 6-го места в чартах Великобритании и 57-го — в США.
Турне по Европе, запланированное вначале на август, началось в сентябре. В ходе него Rainbow играли с группой Blue Öyster Cult. 
Отыграв европейское турне, группа начала американское, продолжавшееся до конца года. 
17 января 1980 года начался тур по Скандинавии и Европе. Первый концерт был сыгран в шведском Гётеборге. Rainbow дали концерты в Швеции, Дании, Германии, Франции, Бельгии, Голландии и Швейцарии. Последний из них был отыгран 16 февраля в мюнхенском Olympiahalle. А спустя три дня группа сыграла первый в этом составе концерт в Англии, в городе Ньюкасл.
29 февраля после выступления на арене «Уэмбли», Блэкмор, в отличие от остальных музыкантов, отказался выйти на бис. В итоге прямо на сцене между гитаристом и его коллегами произошла стычка. Поскольку на этом концерт и завершился, раздосадованные зрители принялись швырять на сцену сиденья. По словам самого Блэкмора, он почувствовал в тот вечер, что не сможет выйти к публике, и вообще, ощутил отвращение ко всему, что делал. Британский тур завершился 8 марта в лондонском Rainbow Theatre.
В марте вышел сингл «All Night Long» (с инструментальной композицией «Weiss Heim», записанной 19 января 1980, на обороте) и достиг пятой позиции в UK Singles Chart.
С марта по апрель музыканты отдыхали. 8 мая началось турне по Японии. Первое шоу состоялось на токийской арене Budokan. Всего в этом зале было сыграно 3 концерта, в ходе которых группа исполнила также и композицию Джерри Гоффина и Кэрол Кинг «Will You Love Me Tomorrow?», которая уже выходила в 1977 году на сольном альбома Боннэта. Песня исполнялась и на всех последующих концертах с участием вокалиста; её даже планировалось выпустить в качестве сингла. 
Турне завершилось 15 мая концертом в Осаке.
После японских концертов музыканты вернулись домой, чтобы отдохнуть и подготовиться к фестивалю Monsters Of Rock Festival в Касл Донингтон, намеченный на 16 августа, где Rainbow были хедлайнерами. Перед фестивалем группа дала три подготовительных концерта в Скандинавии — 8, 9 и 10 августа.
На фестивале перед 60 тысячами зрителей помимо Rainbow выступили Scorpions, Judas Priest, April Wine, Saxon, Riot и Touch. Запись фестивального концерта группы некоторое время планировалось выпустить в качестве двойного альбома, но после того, как были отпрессованны пробные экземпляры, от идеи отказались. Обозреватель журнала Classic Rock назвал выступление группы в Донингтоне «беззубым и тусклым шоу, омрачённым Боннетом, забывшим слова песни „Stargazer“».
Этот концерт оказался последним выступлением в группе Кози Пауэлла, который уже на следующий день по окончании фестиваля покинул состав. Барабанщик сказал, что когда он впервые присоединился к Rainbow, у группы был драйв и она должна была доказать свою точку зрения, но через некоторое время он наблюдал, как группа остывает и теряет свои амбиции, свою страсть.
На фестивале в Донингтоне во время выступления Rainbow за сценой стоял новый барабанщик группы Бобби Рондинэлли, найденный Ричи в одном из клубов Лонг-Айленда. Грэм Боннэт более других сожалел о случившемся. По его словам, после ухода Пауэлла в группе больше не было радости.
Грэм Боннэт после этого концерта отправился в Лос-Анджелес для записи своего сольного альбома и только через три недели вылетел в Копенгаген, где группа уже записывала альбом в студии Sweet Silence Studios. Неудовлетворённый результатом, Блэкмор решил привлечь к работе другого вокалиста — Джо Линна Тёрнера. Умудрённый прошлым горьким опытом, гитарист не стал сразу увольнять Боннэта, поскольку не был уверен, что Тёрнер согласится войти в состав. Впрочем, Боннэт успел записать партию вокала лишь для «I Surrender» (ещё одной композиции Раса Бэлларда); к этому моменту он Блэкмору был уже явно не нужен. Певец вспоминал:

«Дон Эйри сказал мне, что он едет домой и покидает группу. Поэтому я сказал, что тоже собираюсь уйти. Я поехал домой в Лос-Анджелес, а Дон остался. Они попросили меня вернуться, но я не хотел. Я уволился из Rainbow по телефону. Я действительно думал, что группа закончилась. Но, оглядываясь назад, я должен был это сделать. Я имею в виду, что даже мои родители спросили меня, что, чёрт возьми, я там делаю?».— Грэм Боннэт, Classic Rock
Впоследствии Грэм Боннэт сожалел о своём решении покинуть группу.

#### Джо Линн Тёрнер
Джо Линн Тёрнер, на которого пал выбор, сидел в тот момент без работы, поскольку у группы Fandango, с которыми он выступал прежде, было похищено всё сценическое оборудование, и он безуспешно пытался найти себе новую работу — первоначально в качестве гитариста — в группе, которая имела бы контракт. По словам Тёрнера, причиной неудач был тот факт, что он каждый раз «затмевал вокалиста, главного человека в группе». «Оказывалось, что я пою чересчур хорошо, играю чересчур хорошо, и я всегда получал отказ». Тогда Тёрнер решил, что ему нужна собственная группа, в которой он смог бы стать «лидером на сцене».
Персональный ассистент Блэкмора Барри Амброзиа (Barry Ambrosia) позвонил Тёрнеру, задал несколько вопросов, передал трубку Блэкмору. Тот сообщил Тёрнеру, что является поклонником — и его и Fandango, часто слушает альбомы группы, на что Тёрнер ответил, что и он — большой поклонник творчества Блэкмора со времён Purple. Блэкмор предложил своему собеседнику приехать на прослушивание: «Знаешь, мы сейчас репетируем в студии, и ищем вокалиста, так что приезжай!». Тот переспросил: «А разве у вас не Грэм Боннэт поёт?» «Давай, приезжай», — отвечал Блэкмор и назвал адрес студии, находившейся на Лонг-Айленде. Тёрнер, живший в Нью-Йорке, добрался до места назначения на метро. Поначалу он нервничал, но уже после исполнения «I Surrender» оставшийся удовлетворённым Блэкмор предложил ему остаться в группе.

Я точно знал, кто мне нужен. Блюзовый певец, кто-то, кто бы чувствовал то, о чём поёт, а не только бы орал во всю глотку. Джо как раз тот человек. У него столько идей песен, сколько у меня никогда не было. Я хотел найти кого-то, кто будет развиваться в группе. Свежую кровь. Энтузиазм. Я тупею от людей, которым не нужно ничего кроме денег: новый день, новый доллар. Я хотел прежде всего идеи, а остальному научим. — Ричи Блэкмор 
Позднее Тёрнер вспоминал, что был американцем и привык видеть парней на сцене, пытающихся развлечь аудиторию. «Я был слишком усердным и переусердствовал. Ричи и Роджер помогли мне вырасти. Ричи сказал: «Просто сожми своими ногами стойку микрофона и пой со всей той душевной силой, которая у тебя есть. Перестань прыгать по сцене, как какой-то „голубой”». Это имело смысл, и я, наконец, понял. Теперь я вроде как сочетаю и то, и другое, потому что я американец, а не претенциозный англичанин».
6 февраля 1981 года вышел очередной альбом группы Difficult to Cure, пластинка стилистически пёстрая, явно рассчитанная на коммерческий успех, поднялась до #50 в США и до #3 в Великобритании. Компания Polydor, отреагировав на возросшую популярность группы, переиздала сингл «Kill The King», а также первый альбом группы — Ritchie Blackmore’s Rainbow. В декабре вышел сборник The Best Of Rainbow, достигший 14-й позиции в Британии.
Гастрольный тур в поддержку нового альбома начался в конце февраля 1981 года. В ходе турне Бобби Рондинелли добавил к своей установке молот и гонг. Тёрнеру разрешалось брать на сцене свою гитару Fender Silver Anniversary и играть вместе с Ричи Блэкмором «Difficult to Cure». По-видимому, в ответ на соответствующий запрос аудитории на концертах стала исполняться песня «Smoke on the Water».
1 декабря того же года стало известно, что из группы уходит Дон Эйри. По словам музыканта, группа стала «слишком трансатлантической», и он решил уйти сам, чтобы его «не подвинули». Вместо него Блэкмор взял 21-летнего американца Дэвида Розенталя, плёнка с концертом которого ему как-то попалась в руки.
В начале 1982 года группа отправилась в канадскую «Le Studio» для записи нового альбома. Большая часть материала была к этому времени написана, поэтому процесс записи занял 6 недель, а микширование продолжалось месяц. Работа шла легко. Роджер Гловер говорил, что получил удовольствие от записи альбома. Особой важностью этот альбом оказался для Тёрнера, поскольку многие говорили, что вокалист не подходит для Rainbow, и он всячески стремился доказать обратное. Альбом Straight Between the Eyes поступил в продажу в апреле. На этот раз группа обошлась без кавер-версий и вернулась к привычному для себя более тяжёлому звучанию. По словам Гловера, именно в такой пластинке нуждались Rainbow.
В турне по США, начавшееся в мае, группа использовала новые декорации: огромные глаза-прожекторы.
Вскоре появилась информация, что Боб Рондинелли покинул группу. Фанаты опасались, что запланированное на 28 мая выступление на фестивале в Дортмунде будет отменено. Слухи о возвращении в группу Кози Пауэлла, который на тот момент ушёл из Michael Schenker Group, не подтвердились: Блэкмор действительно планировал заменить барабанщика, но — на Чака Бюрги, игравшего вместе с Тёрнером в Fandango, который, впрочем, на приглашение встретил отказом. Турне завершилось 28 ноября концертом в Париже.
25 апреля 1983 года Бобу Рондинелли позвонил Брюс Пэйн и сообщил, что в его услугах более не нуждаются. Пришедший ему на смену барабанщик долго в группе не задержался, поскольку как раз в те дни начались переговоры о воссоединении Deep Purple, и Ричи распустил группу. Спустя месяц переговоры зашли в тупик, Rainbow собрались вновь и за ударные сел Чак Бюрги.
25 мая в Sweet Silence Studios началась запись нового альбома Bent Out of Shape. Микширование, как и в случае с предыдущим альбомом, было произведено в Нью-Йорке. 6 сентября пластинка поступила в продажу, на сингл «Street of Dreams» был снят клип. Одновременно c релизом началось турне Rainbow по Англии и Скандинавии. «Stargazer» из репертуара пришлось исключить: песня Тёрнеру не подходила. В ноябре начались американские гастроли группы, но часть концертов пришлось отменить, равно как и запланированный на февраль тур по Европе. В марте группа отыграла три концерта в Японии. Последний из них, проведённый с участием оркестра в зале Будокан, был заснят и впоследствии выпущен под названием Live in Japan.
В апреле было объявлено о расформировании Rainbow в связи с воссоединением Deep Purple.

### В период расформирования (1984—1994)
В 1985 году на PolyGram Music Video выпускается видеоальбом Rainbow The Final Cut, состоящий из видеоклипов и концертных выступлений с 1979 по 1984 год.
В 1986 году на Polydor выпускается концертно-студийный альбом Rainbow Finyl Vinyl, состоящий из концертных выступлений и студийных треков, не попавших на диски группы, которые были записаны с 1978 по 1984 годы. Продюсерами релиза выступили Роджер Гловер и Ричи Блэкмор.
В 1988 году по лицензии Polydor в СССР фирма «Мелодия» выпускает сборник Ансамбль Rainbow, на котором представлены записи группы с 1975 по 1982 годы. Данные об этом релизе имеются на сайте Discogs в разделе официальных релизов группы Rainbow.
В 1989 году Connoisseur Collection выпускает компиляционный альбом (сборник) Ritchie Blackmore — Rock Profile Volume One, а в 1990 году — концертный альбом Rainbow Live in Germany 1976 — на данном релизе треки выбраны из серии концертов по Германии во время их мирового тура в сентябре 1976 года (Кёльн 25-го, Дюссельдорф 27-го, Нюрнберг 28-го и Мюнхен 29-го). Он был переиздан два года спустя в США как Live in Europe на другом лейбле. Содержание одинаково для обоих изданий.
В 1991 году Connoisseur Collection выпускает компиляционный альбом (сборник) Ritchie Blackmore — Rock Profile Volume Two. На данном релизе включены композиции Rainbow «Still I’m Sad», «Man On The Silver Mountain (Live)», «Lady Of The Lake», «Sixteenth Century Greensleeves (Live)», периода вокалиста Ронни Джеймса Дио, Джека Грина «I Call, No Answer» где гитарные партии исполнены Ричи Блэкмором, а также инструментальная композиция Deep Purple «Son Of Alerik», сочинённая Ричи Блэкмором, но не вошедшая в альбом Perfect Strangers 1984 года.

12 ноября 1993 года в Копенгагене впервые было официально сообщено об уходе Ричи Блэкмора из Deep Purple. Последнее выступление классического состава Deep Purple состоялось 17 ноября 1993 года в Хельсинки. Запланированное выступление на стадионе Олимпийский в Москве было отменено. Джон Лорд: 
Много лет мы верили, что Deep Purple не может существовать без Ричи Блэкмора. Он же убедил нас в обратном. Он ушёл из группы во время мирового турне 1993 года, когда мы должны были отыграть 8 концертов в Японии, билеты на которые уже были проданы. И он сделал Иэна Гиллана ответственным за это. Он сказал, что Иэн не может петь. <…> Ричи хотел сделать из нас что-то наподобие Rainbow — он отвергал наши идеи и хотел играть только то, что нравилось ему.
В 1994 году Connoisseur Collection выпускает компиляционный альбом (сборник) The Rainbow Family Album, состоящий из записей группы Rainbow, сольных работ бывших участников группы Rainbow и групп, в которых принимали участие музыканты Rainbow: Ричи Блэкмор, Ронни Дио, Кози Пауэлл, Дон Эйри, Грэм Боннэт, Джо Линн Тёрнер, Роджер Гловер, Тони Кейри, Боб Дейзли, Джимми Бэйн.

### Возрождение Ritchie Blackmore’s Rainbow (1994—1997)

Ritchie Blackmore’s Rainbow (Вайт, Морис, Блэкмор, О’Рэйли, Смит)

В конце 1993 года Ричи Блэкмор, со скандалом покинув Deep Purple, взялся за создание новой группы, названной — сначала Rainbow Moon, потом — Ritchie Blackmore’s Rainbow. Барабанщиком нового состава стал Джон О'Рэйли, который на тот момент играл с Джо Линном Тёрнером, клавишником — Пол Моррис, басистом — Роб ДиМартино, а вокалистом Дуги Вайт, который ещё в 1993 году пробрался за кулисы во время концерта Deep Purple и передал свою демозапись гастрольному менеджеру Колину Харту со словами: «Если Ричи вдруг понадобится певец…».
В начале 1994 года ему позвонил Ричи Блэкмор. Поскольку Ричи Блэкмор был его любимым гитаристом, Вайт знал наизусть все песни Rainbow и нервничал, чего не случалось с ним во время других прослушиваний. Сначала он стал петь «Rainbow Eyes». Ричи Блэкмор сказал: «Эту песню я знаю». Вайт ответил: «Конечно, это же ты написал её». После этого Блэкмор стал наигрывать мелодию, а Вайт напевать. Так была сочинена песня «There Was a Time I Called You my Brother». После этого Вайту позвонил роуди и передал, что тот может остаться ещё на несколько дней. На репетиции группа уже в новом составе приступила к записи песни «Судный день». 20 апреля 1994 Вайт был принят в группу официально.
Некоторое время спустя группу покинул Роб ДиМартино. Джон О’Рэйли порекомендовал Грега Смита, с которым играл ранее. Ричи Блэкмор и Дуги Вайт отправились в бар, где играл Грег Смит, остались довольны его игрой, а также вокальными возможностями. Блэкмору нравилось звучание голосов Дуги и Грэга, и он пригласил его в замок Тахигва, штат Нью-Йорк. Репетиции продолжались всю ночь, а утром Смиту было объявлено, что он принят.
Ричи всегда начинал с риффа, группа присоединялась, и все они создавали аранжировку в соответствии с сигналами Ричи. Возможно, у него уже была готовая аранжировка, и именно Пол, Грег и Джон должны были интерпретировать то, что ему было необходимо. Моя работа на ранних стадиях процесса написания заключалась в том, чтобы записать все на небольшой магнитофон. Я присоединился с пением, как только песня обретала форму, и мои слова также были записаны на магнитофон. Если они были достаточно хорошими, мы могли сделать дубль.
— Дуглас Вайт
Первоначально Дуглас Вайт писал тексты в стиле ранних Rainbow, но Блэкмор потребовал убрать то, что было связано с тематикой фэнтези: «Чтоб никакого Дио». Кроме того, Блэкмор просил добавлять в тексты элементы, которые бы «нравились девочкам». Переписывать тексты Вайту помогал продюсер Пэт Риган. По настоянию Блэкмора в написании текстов участвовала его будущая жена Кэндис Найт. В новый альбом Блэкмор решил включить обработку мелодии Эдварда Грига «В пещере горного короля», для которой Блэкмор задумал написать слова и поручил Вайту их сочинение. Вайт купил несколько книг и принялся за работу над текстом, но Ричи Блэкмор вскоре постучал в дверь и заявил, что Кэндис уже всё написала.
Запись нового альбома началась в январе 1995 года в Нью-Йорке, в Северном Брукфилде. Для Пэта Рэгана стало постоянной работой передавать Вайту инструкции от Ричи. Один раз Блэкмор потребовал от Вайта петь блюз, чего тот раньше не делал. В конце концов Ричи спросил Вайта, какого чёрта он так долго возится с вокалом. Позже Пэт объяснил, что Ричи приказал петь блюз только потому, что знал, что Дугласу это не удастся. В записи альбома также поучаствовали Кэндис Найт, записавшая партию бэк-вокала для песни «Ariel», и Мич Вэйс, сыгравший на гармонике. Альбом получил название Stranger in Us All.
В сентябре 1995 начался тур в поддержку нового альбома. Но в него группа поехала с другим барабанщиком — вновь призванным Чаком Бюрги, перешедшим в этот раз из Blue Öyster Cult. О’Рэйли же перешёл в Blue Öyster Cult. По официальной версии, О’Рэйли был отстранён из-за того, что получил травму, играя в футбол. Но сам О’Рэйли называет другую причину:

…Это была комбинация факторов, которые привели к моей отставке. Это правда, что я покалечился, но это было годом раньше, во время репетиций к альбому. В то же время менеджмент Ричи не ладил с моим адвокатом, и вот они решили немного надо мной пошутить. Ричи решил проверить, все ли подписали контракт. Выяснилось, что я этого не сделал. И что я истратил слишком много в дороге! Бред какой-то. Получше ничего не могли придумать. Я делал всё возможное, но бесполезно. Вот это и стало причиной моего увольнения. Вторая причина была музыкальной — живьём Ричи играет быстрее, чем на записях. Я не был к этому готов, только и всего.
— 
Первый концерт состоялся 30 сентября 1995 года в Хельсинки. Далее группа концертировала в Германии, Франции, Бельгии. Во время турне группа исполняла как новые песни, так и песни из прежнего репертуара: «Spotlight Kid», «Long Live Rock’n’Roll», «Man On The Silver Mountain», «Temple Of The King», «Since You’ve Been Gone», «Perfect Strangers», «Burn», «Smoke On The Water».

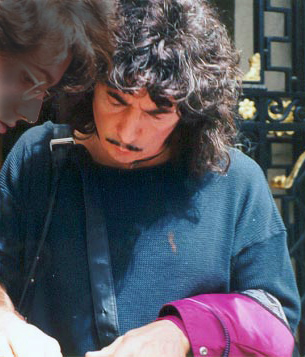
Ричи Блэкмор, 1997 год

В 1996 году, параллельно с гастрольной деятельностью, Ричи Блэкмор вместе с Кэндис Найт начал работу над акустическим альбомом, навеянным музыкой эпохи Ренессанса. Найт, написавшая тексты песен, исполнила в них и все вокальные партии. Альбом, также записанный при участии Пэта Ригана, был по сути сольной работой Блэкмора, который сыграл на большинстве инструментов и выступил в качестве продюсера.
В июне 1996 года Rainbow отправились в тур по Южной Америке, сыграв в Аргентине, Чили и Бразилии. В июле группа гастролировала в Австрии и Германии, в сентябре — в Швеции. В конце года состав покинул Бюрги, которого заменил американский барабанщик Джон Мичели.
В начале 1997 года Rainbow провели гастроли по США и Канаде. После третьего концерта Дуглас Вайт подхватил простуду и потерял голос, но концерты не были ни отменены, ни перенесены и Вайту, по его признанию, «пришлось позориться». Блэкмор всё больше терял интерес к Rainbow и всё более думал о новом проекте под названием Blackmore's Night, который в том же году выпустил свой первый альбом Shadow of the Moon. Вначале планировалось, что Блэкмор будет совмещать выступления в двух группах, но в конечном итоге гитарист принял решение распустить Rainbow и отменить запланированные гастроли по восточному побережью Америки.
«Мы играли в футбол за день до последнего шоу в Эсбьерге в Дании», — сказал Дуги. «Мы отыграли концерт. Всё было в порядке. А потом через час после того, как мы сошли со сцены, мне стало некомфортно. ... И я пошел домой, просто позвонил Ричи и подал заявление об отставке. Я сказал: „Если я не получу от тебя ответа в течение 24 часов, я не буду играть в группе, я больше этого не буду“. Вот и все».
В июле 1997 года Polydor выпускает компиляционный альбом (сборник) лучших композиций Rainbow The Very Best Of Rainbow, на котором представлены материалы начиная с релиза 1975 года Ritchie Blackmore’s Rainbow и завершая релизом 1983 года Bent Out of Shape.

### В период распада (1997—2015)
После распада в 1997 году Rainbow Ричи Блэкмор продолжил работу в своем новом проекте Blackmore’s Night. Дуги Уайт становится вокалистом группы Chain, с которой записывает студийный альбом Eros of Love and Destruction в 1997 году. Клавишник Пол Моррис после распада Rainbow переходит к Джо Линну Тёрнеру и играет клавишные партии на его сольных альбомах. Бас-гитарист Грег Смит также после распада Rainbow переходит к Джо Линну Тёрнеру и играет партии бас-гитары на его сольных альбомах.
В 1997 году Shrapnel выпускает сольный альбом Джо Линна Тёрнера Under Cover, состоящий из каверов, на котором записана композиция «Street Of Dreams» из репертуара Rainbow.
21 августа 1997 года JVC Victor выпускает сольный альбом Грэма Боннета Underground, в который вошла перезаписанная композиция «Lost in Hollywood» из репертуара Rainbow.
В 1998 ходили слухи о том, что Блэкмор, Пауэлл и Дио вновь соберутся в Rainbow. Но для Ронни Дио это стало неожиданностью.

Слухи остаются только слухами. Мы не обсуждали это с Ричи, а он единственный, кто в силах вернуть Rainbow. Может быть, когда-нибудь вы ещё увидите нас на одной сцене, но только не сейчас. На данный момент мы оба заняты своими проектами. Но я не исключаю и того, что Rainbow больше никогда не будет.

Боб Дэйсли:

«Я помню, как разговаривал с Кози и Ронни, оба были готовы к этому. Ричи, хотя я и не разговаривал с ним, дал этому зелёный свет. Казалось, что это должно было произойти. Не было разговора о клавишнике, будь то Дон Эйри, Тони Кэри или Дэвид Стоун. Это становилось довольно серьезным. К сожалению, Кози умер, и на этом все закончилось»— Интервью BraveWords
Всё это время Ричи Блэкмор не исключал возможности возрождения Rainbow.
В 1999 году на Sanctuary Records выпускается трибьют-альбом Catch The Rainbow — A Tribute To Rainbow.
В 1999 году Shrapnel выпускает сольный альбом Джо Линна Тёрнера Under Cover 2, состоящий из каверов, на котором записана композиция «Lost in Hollywood» из репертуара Rainbow. Композиция «Lost in Hollywood» на данном релизе была записана как дань уважения покойному Кози Пауэллу, погибшему в автокатастрофе в 1998 году.
3 октября 2000 года Polydor выпускает компиляционный альбом (сборник) 20th Century Masters — The Millennium Collection: The Best of Rainbow, на котором представлены записи Rainbow с 1975 по 1983 год.
В 2001 году Polydor Records выпускает компиляционный альбом (сборник) Classic Rainbow -The Universal Masters Collection, на котором представлены классические композиции группы Rainbow.
5 февраля 2002 года Spectrum Music выпускает компиляционный альбом (сборник) Pot of Gold, состоящий из записей группы с 1975 по 1983 годы.
7 мая 2002 года Polydor выпускает компиляционный альбом (сборник) Rainbow All Night Long: An Introduction, состоящий из записей группы с 1975 по 1983 год. На данном релизе все композиции являются студийными, за исключением концертной версии «All Night Long», которая была записана на самом первом фестивале Monsters of Rock, проходившем в Castle Donington в 1980 году, в Англии, где Rainbow были хэдлайнерами. Эта запись не была доступна на CD до этого релиза.
18 марта 2003 года Polydor выпускает компиляционный альбом (сборник) Rainbow Catch the Rainbow: The Anthology, состоящий из ремастированных записей группы с 1975 по 1986 год на двух компакт-дисках.
В 2002—2004 годах Hughes Turner Project исполнял ряд композиций Rainbow на своих концертах. 21 августа 2002 года выходит концертный альбом Hughes Turner Project: Live In Tokyo, на котором записаны композиции из репертуара Rainbow: «Death Alley Driver», «I Surrender», «Street of Dreams» и «Spotlight Kid».
В октябре 2002 года немецкий журнал «Eclipsed», публикуя интервью Ричи, сообщил новость о том, что в 2003 году может состояться тур Rainbow. Однако на поверку оказалось, что слова Блэкмора были неправильно переведены. Менеджмент музыканта сделал официальное заявление, подтвердив намерения Ричи и в дальнейшем играть музыку ренессанса.
Blackmore’s Night на своих концертах исполняют одну или две композиции Rainbow, а именно «Ariel», «Rainbow Eyes», «Street of Dreams» и «Temple of the King». Последние три были также перезаписаны Blackmore’s Night в студии. Композиция Rainbow «Street of Dreams» вошла в альбом Blackmore’s Night The Village Lanterne, выпущенный 04 апреля 2006 года на Minstrel Hall Music и на Steamhammer Records. На релизе Blackmore’s Night The Village Lanterne композиция «Street of Dreams» записана в двух вариантах: в исполнении Кэндис Найт, а в бонусной версии с Джо Линн Тёрнером.
26 мая 2006 года Virgin Japan выпускает бокс-сет, состоящий из 6 компакт-дисков (CD) Deutschland Tournee 1976 и включающий концертный материал с трех концертов германского тура группы Rainbow, проходивших в Кёльне 25 сентября 1976 года, Дюссельдорфе 27 сентября 1976 года и Нюрнберге 28 сентября 1976 года. Полный комплект из шести дисков был выпущен только в Японии в виде бокс-сета. В Европе все три концерта были выпущены как отдельные концертные альбомы, состоящие из двойных CD, с теми же трек-листами. Концертные альбомы в Европе были выпущены под названиями: Live In Düsseldorf 1976; Live In Köln 1976; Live In Nürnburg 1976.
13 июня 2006 года Eagle выпускает концертный альбом Rainbow Live in Munich 1977 на двух компакт-дисках. 22 августа 2006 года Eagle Vision выпускает видео-релиз Rainbow на DVD Live in Munich 1977. На этом DVD-релизе также представлены три промо-видео для альбома Rainbow Long live Rock ' n ' Roll и интервью с Бобом Дейсли и бывшим тур-менеджером Колином Хартом.
В 2007 году бывшие вокалисты Rainbow Джо Линн Тёрнер и Грэм Боннет дали несколько совместных концертов под названием «Back To The Rainbow» в Финляндии и Японии, посвященных группе Rainbow. Концерты состояли из композиций Rainbow 1979—1983 годов. На этих концертах композицию «Long Live Rock ‘n’ Roll» Джо Линн Тернер и Грэм Боннет исполняли дуэтом в финале концертов.
6 ноября 2007 года SPV выпускает концертный альбом Blackmore’s Night Paris Moon на CD и DVD, на котором записана композиция из репертуара Rainbow «Ariel».
В 2008 году кавер-версия композиции Rainbow «Rainbow Eyes» была записана на студийном альбоме Blackmore’s Night Secret Voyage (SPV).
В 2009 году Polydor выпускает компиляционный альбом (сборник) Rainbow Anthology 1975—1984, состоящий из записей группы с 1975 по 1984 год на двух компакт-дисках (CD). На данном релизе записаны композиции в студийных и концертных версиях. На данном релизе издана композиция «Will You Love Me Tomorrow (Live)» в исполнении вокалиста Грэма Боннета, которая ранее не издавалась на официальных изданиях Rainbow. Это первое издание композиции «Will You Love Me Tomorrow (Live)». Также на данном релизе издан концертный вариант композиции «Stranded (Live)».
24 января 2011 года Universal Music выпустил ремастированное делюкс-издание альбома Rainbow Down To Earth на двух компакт-дисках (CD), которое содержит два би-сайда, «Bad Girl» и «Weiss Heim», которые ранее были изданы на концертно-студийном альбоме Finyl Vinyl в 1986 году, и второй диск, содержащий ранее не выпускавшиеся ауттейки и альтернативные версии композиций.
28 февраля 2011 года в Великобритании на Universal Music состоялся выпуск ремастированного делюксового издания альбома Rising на двух компакт-дисках (CD), содержащее на первом диске альбом Rising в двух вариантах (New York Mix и Los Angeles Mix), а на втором — ранее нереализованные бонус-треки.
В 2012 году Universal выпускает двухдисковое ремастированное делюкс-издание альбома Rainbow On Stage, содержащее на первом диске оригинальный альбом, а на втором бонус-треки из записей концерта в Осаке (Япония), проходившего 9 декабря 1976 года (Live At Osaka 9th December 1976) и двухдисковое ремастированное делюкс-издание альбома Rainbow Long Live Rock 'N' Roll , содержащее на первом диске оригинальный альбом, а на втором диске бонус-треки из необработанных миксов, записанных 4 июля 1977 года, репетиции из киностудии «Шеппертон» от августа 1977 года и рок-концерт Дона Киршнера, проходивший 6 октября 1978 года.
В 2013 году Eagle Records выпускает на двух компакт-дисках и на DVD запись концерта Black Masquerade — Rockpalast '95, который состоялся в Дюссельдорфе в 1995-м году. Концертная программа называлась Black Masquerade. Это одна из немногих известных съёмок и записей последнего на тот момент состава коллектива, состоявшего из вокалиста Дуги Вайта, басиста Грега Смита, клавишника Пола Морриса, ударника Чака Бюрги и бэк-вокалистки Кэндис Найт. Согласно сообщению фэн-сайта Deep Purple Darker Than Blue, Ричи Блэкмор одобрил релиз данного концерта Rainbow. Трек-лист данного релиза на CD и DVD аналогичен.
11 февраля 2014 года на Polydor состоялся выход бокс-сета синглов Rainbow The Singles Box Set 1975—1986, состоящего из 19 компакт-дисков (CD), включающего синглы, выходившие с 1975 по 1986 годы, и снабженный дополнительным буклетом в 32 страницы, рассказывающим о каждом из включенных в него треках.
В 2014 году на Spectrum Music и Universal UMC выпускается компиляционный альбом (сборник) Since You Been Gone: The Best Of. На данном релизе все композиции студийные, за исключением концертной версии «All Night Long» (Live at Donington).

### Воссоединение: 2015—настоящее время
В 2015 году Ричи Блэкмор в интервью французской газете «Le Parisien» впервые сообщил о своем желании «поиграть рок, песни Deep Purple и Rainbow» в июне 2016 года. При этом Блэкмор предполагал ограничиться 3-4 концертами. Два шоу были подтверждены в Германии под названием «Ritchie Blackmore’s Rainbow and friends», с продолжением шоу в Бирмингеме. 6 ноября того же года был объявлен состав, в который вошли вокалист группы Lords Of Black Ронни Ромеро, клавишник Йенс Юханссон, барабанщик Дэвид Кит и басист Роберт Куриано, который взял себе псевдоним Боб Нуво. Дэвид Кит на тот момент состоял в Blackmore’s Night, Роберт Куриано выступал в группе с 2000 по 2006 год, а Йенс Юханссон принял в качестве приглашённого музыканта участие в записи альбома Under a Violet Moon. В качестве вокалистки к возрожденной группе присоединилась и Кэндис Найт. Первый из запланированных концертов состоялся 17 июня 2016 года в Санкт-Гоарсхаузене (Германия) в рамках фестиваля Monsters of Rock, в котором также приняли участие Thin Lizzy и Manfred Mann's Earth Band.
Отвечая на вопрос, планирует ли Rainbow записывать новый альбом, басист Боб Нуво ответил: «Я бы хотел начать запись в составе Rainbow. Всё, что нам нужно — „Поехали“ из уст Ричи. Думаю, каждый из нас испытывает давление ожиданий фанатов. Как по мне, это давление заставляет меня работать усерднее, что дает в итоге лучший результат». Однако Блэкмор сказал, что у них нет планов записать новый альбом или дать мировой тур и добавил, что совместные концерты — это «просто несколько встреч ради веселья». По его словам, Rainbow получили много предложений «сделать несколько шоу опять» в будущем.
18 ноября 2016 Eagle Rock Entertainment на DVD+2CD, Blu-ray+2CD и в цифровом варианте выпустил новый концертный релиз Rainbow «Memories In Rock — Live In Germany», съёмки которого проходили на концертах в июне 2016 года. Делюкс-издание (DVD, Blu-ray и 2CD в 48-страничной фотокниге в твердом переплёте) и тройной винил изданы 2-го декабря 2016 года.
В декабре 2016 года стало известно, что Rainbow наметили четыре даты своего тура по Великобритании в июне 2017 года. Тур группы начнётся первым после 1995 года концертом в Лондоне, второе выступление будет на ежегодном фестивале Stone Free Festival и на О2, далее следуют шоу в Манчестере, Глазго и Бирмингеме.
26 мая 2017 года Rainbow выпустили новый сингл, в который вошли два трека: новая инструментальная композиция «Land Of Hope And Glory» и перезаписанная «I Surrender». Это первая студийная запись нового состава группы.
11 августа 2017 года сингл Rainbow «Land Of Hope And Glory», который ранее был доступен только для скачивания в интернете в формате MP3, AAC, WAV, itunes, впервые издается на компиляционном альбоме (сборнике), приуроченном к 20-летию Blackmore’s Night To the Moon and Back: 20 Years and Beyond на Minstrel Hall Music. Это первое издание композиции на компакт-диске (CD).
9 июня 2017 года Eagle Rock Entertainment выпустил новый концертный релиз Rainbow «Live In Birmingham 2016», запись которого проходила в рамках выступления в зале NEC, Бирмингем, Великобритании в 2016 году.
Осенью 2017 года на сайте Ричи Блэкмора появился анонс о четырёх концертах Ritchie Blackmore’s Rainbow в апреле 2018 года в Москве, Петербурге, Хельсинки и Праге.
Несмотря на принятое ранее решение не выпускать новую музыку, в интервью того же 2017 года японскому журналу Burrn! Блэкмор сказал, что Rainbow были в студии, записывая два новых трека. Он заявил: «Я написал новую песню и заодно записал одну из старых моих песен. Ронни, он сейчас в Мадриде, наложил свой вокал в запись и прислал его мне. Прежде чем сделать альбом, мы можем издать их отдельными синглами.». 9 марта 2018 года Rainbow выпустили новый сингл «Waiting For a Sign», записанный в нынешнем составе, который был включен в новый концертно-студийный альбом Memories in Rock II. Релиз состоялся 6 апреля 2018 года на Minstrel Hall/Soulfood и стал первой новой студийной записью Rainbow за 23 года. 4 апреля 2018 года в Японии Ward Records выпустил новый концертно-студийный альбом Memories in Rock II в двух вариантах один состоит из трех компакт дисков (CD), а второй из двух компакт-дисков (CD) и DVD. Данный релиз содержит концертные и студийные записи Rainbow. На данном альбоме изданы новые студийные треки «Waiting For a Sign», «I Surrender», «Land Of Hope And Glory» и концертная версия инструментальной композиции «Carry On Jon» из репертуара Blackmore’s Night, а также бонус концертной версии «Burn» из репертуара Deep Purple. DVD диск содержит интервью, разные бэкстейдж видео и клип на студийную версию «I Surrender». Это первое издание на компакт-диске (CD) новых композиций Rainbow.
Будущее Rainbow остаётся неопределенным с момента завершения их европейского тура 2019 года. Когда в ноябре 2020 года Ромеро спросили о текущем статусе группы, он сказал: «Очевидно, что в следующем году ничего не произойдёт. А Ричи и Кэндис, действительно сосредоточены на новом альбоме Blackmore’s Night. Так что, вероятно, если в ближайшие несколько лет всё вернется на круги своя, возможно, мы отыграем ещё несколько концертов. Но на данный момент всё находится в режиме ожидания». В апреле 2022 года Ромеро заявил, что поддерживает связь с остальными участниками Rainbow, но снова выразил сомнение в том, что группа когда-либо снова отправится в турне или запишет новую музыку: «Я не думаю, что будет какой-либо план в ближайшем будущем, потому что пандемия, очевидно, была очень сложной для всего музыкального бизнеса. И теперь всё как будто возвращается на круги своя, но с задержкой на два года. Так что происходит много шоу. И пока всё полностью не придёт в норму, это произойдет по крайней мере через пару лет. Так что я думаю, что Ричи пока не слишком увлечён идеей что-то делать. И сейчас он сосредоточен на Blackmore’s Night — по-моему, они недавно выпустили альбом. Пока никакого плана нет; нас не информировали ни о каком плане. Так что мы просто ждём… С Ричи никогда не знаешь заранее — может быть, через пару дней у него появится идея. Никогда не знаешь наверняка». В октябре 2023 года Ромеро фактически подтвердил свой уход из группы, заявив, что Rainbow «больше не его место», при этом положительно отзываясь о своём пребывании в группе.

## Спин-офф проекты
В 2016 году бывший клавишник Rainbow Тони Кэйри создал проект под названием Tony Carey’s Rainbow Project: The Dio Years. В его состав вошел норвежский вокалист Оге Стен Нильсен (норв. Åge Sten Nilsen), которого потом заменил бывший фронтмен Rainbow Дуги Уайт. Для концертной деятельности к проекту присоединился другой бывший участник Rainbow, Дон Эйри. Группа в составе Тони Кэйри, Оге Стен Нильсен, Дуги Уайт и Дон Эйри выступила 31 января 2018 года в Москве, в концертном зале «Крокус Сити Холл».

## Музыка
Стиль группы за время её существования претерпевал изменения. Причинами этого могли быть смены составов, когда каждый вновь пришедший музыкант мог привносить свои идеи, требованиями лейбла и предпочтениями самого Блэкмора. Но основной стилевой доминантой на протяжении всей истории группы оставался хард-рок.
Работы Rainbow времён Дио отличались мистическими текстами с неоклассическим металлическим стилем. С уходом Дио и приходом Гловера и Боннэта звучание Rainbow упрощается, становится более коммерческим, того же направления группа придерживалась и при Джо Линн Тёрнере. Стиль Rainbow 1994—1997 годов представлял собой хард-рок. Звучание последнего альбома Rainbow во многом напоминает звучание альбома Deep Purple The Battle Rages On….
Блэкмор никогда не стремился брать в группу известных музыкантов: «В отличие от остальных, я предпочитаю находить новых артистов, которые способны привнести свежесть в мою музыку. Мне приятно представить новых музыкантов публике».
Музыка Rainbow и в особенности тексты Дио, посвящённые фэнтези, повлияли на формирование в будущем музыки и эстетики жанра пауэр-метал. Песню «Kill the King» с альбома Long Live Rock’n’Roll нередко называют первым образцом пауэр-метала, хотя в целом Rainbow не относится к этому жанру.

## Составы
Всего за время существования Rainbow (с 1975 по 1984, 1994 по 1997 и с 2015 по настоящее сменилось 13 составов. Группа сменила пятерых вокалистов, семерых бас-гитаристов, семерых ударников и восемь клавишников. Бессменным остаётся только гитарист — основатель коллектива Ричи Блэкмор.

### Текущий состав
- Ричи Блэкмор — гитара (1975—1984, 1993—1997, 2015—наши дни)
- Кэндис Найт — бэк-вокал (1994—1997, 2015 — наши дни)
- Боб Нуво[англ.] — бас-гитара (2015—наши дни)
- Йенс Юханссон — клавишные (2015—наши дни)
- Дэвид Кит[англ.] — ударные (2015—наши дни)

### Концертные участники
- Лин Робинсон — бэк-вокал (1981—1984)[96]
- Ди Бил — бэк-вокал (1981—1984)[96]
- Леди Линн (Кристина Линн Склерос) — бэк-вокал  (2015 — наши дни)[96]

### Студийная хронология
| Ведущий вокал | Ронни Джеймс Дио | Ронни Джеймс Дио | Ронни Джеймс Дио | Грэм Боннэт   | Джо Линн Тёрнер  | Джо Линн Тёрнер  | Джо Линн Тёрнер | Дуги Уайт    |
| Гитара        | Ричи Блэкмор     | Ричи Блэкмор     | Ричи Блэкмор     | Ричи Блэкмор  | Ричи Блэкмор     | Ричи Блэкмор     | Ричи Блэкмор    | Ричи Блэкмор |
| Бас-гитара    | Крейг Грубер     | Джимми Бейн      | Боб Дейсли       | Роджер Гловер | Роджер Гловер    | Роджер Гловер    | Роджер Гловер   | Грег Смит    |
| Клавишные     | Мики Ли Соул     | Тони Кэри        | Дэвид Стоун      | Дон Эйри      | Дон Эйри         | Дэвид Розенталь  | Дэвид Розенталь | Пол Моррис   |
| Ударные       | Гэри Дрискол     | Кози Пауэлл      | Кози Пауэлл      | Кози Пауэлл   | Бобби Рондинелли | Бобби Рондинелли | Чак Бурги       | Джон О’Рэйли |

## Дискография
- 1975 — Ritchie Blackmore’s Rainbow
- 1976 — Rising
- 1978 — Long Live Rock'n'Roll
- 1979 — Down to Earth
- 1981 — Difficult to Cure
- 1982 — Straight Between the Eyes
- 1983 — Bent out of Shape
- 1995 — Stranger In Us All